# Ég a kunyhó, ropog a nád
Az Ég a kunyhó, ropog a nád kezdetű csárdás eredete ismeretlen. Szövegét először Toldy Ferenc Handbuch der ungrischen Poesie c. könyvében adták ki 1828-ban. Dallama Szerdahelyi József Tündérkastély című, 1833-ban bemutatott népszínművében hangzott el.
Liszt Ferenc feldolgozta a Csárdás macabre.
Feldolgozás:
| Szerző        | Mire          | Mű                     |
| ------------- | ------------- | ---------------------- |
| Farkas Ferenc | ének, zongora | 50 csárdás, 31/a kotta |
| Farkas Ferenc | zongora       | 50 csárdás, 31/b kotta |

## Kotta és dallam
1) 
  2) 
| Ég a kunyhó, ropog a nád, szorítsd hozzád azt a barnát! Míg a barnát szorongatod, azt a szőkét elszalasztod! |

## Felvételek
- Ég a kunyhó, ropog a nád. Melis György  YouTube (2011. július 3.)  (Hozzáférés: 2017. január 27.) (videó)
- Ég a kunyhó ropog a nád. Koltai Zoltán  YouTube (2010. október 25.)  (Hozzáférés: 2017. január 27.) (videó)
- Ég a kunyhó. Járóka Sándor és zenekara  YouTube (2012. december 14.)  (Hozzáférés: 2017. január 27.) (audió)
- Ég a kunyhó, ropog a nád. Nógrádi Tóth István  YouTube (1989. június 24.)  (Hozzáférés: 2017. január 27.) (audió)
- Ég a kunyhó. Lakatos Sándor és cigányzenekara  YouTube (2013. március 1.)  (Hozzáférés: 2017. január 27.) (audió) cigányzenekar
- Ég a kunyhó, ropog a nád. Gémes trió  YouTube (1988. június 20.)  (Hozzáférés: 2017. január 27.) (audió) lakodalmas